# Piotr Mowlik
Piotr Mowlik (Rybnik, 21 aprile 1951) è un ex calciatore polacco, di ruolo portiere.

## Biografia
Anche suo figlio Mariusz è stato un calciatore.